# Kochanie, chyba cię zabiłem
Kochanie, chyba cię zabiłem – polska kryminalna czarna komedia z 2014 roku w reżyserii i według scenariusza Kuby Nieścierowa, ze Zbigniewem Zamachowskim w roli głównej.

## Fabuła
Spokojny księgowy Jan Pokojski (Zbigniew Zamachowski) jest świadkiem tego, jak jego żona Janina (Izabela Kuna) zdradza go z kochankiem, jego szefem Lidzbarskim (Leszek Lichota). W trakcie szamotaniny Pokojski zabija ich z pistoletu, a zajście zostaje sfilmowane przez prywatnego detektywa. Nagranie wideo trafia do pracownika wypożyczalni filmów, Kacpra (Marcin Korcz). Wraz ze swoją dziewczyną Wiką (Anna Karczmarczyk) postanawiają szantażować Pokojskiego. Ich tropem rusza śledczy Wierzbowski (Ireneusz Czop), naśladowca Brudnego Harry'ego, którego partnerem zostaje Graś (Arkadiusz Jakubik). Okazuje się jednak, że po drodze są też inne ofiary księgowego. 

## Obsada
- Zbigniew Zamachowski jako Jan Pokojski
- Izabela Kuna jako Janina Pokojska, żona Jana
- Arkadiusz Jakubik jako policjant Graś
- Ireneusz Czop jako policjant Wierzbowski
- Marcin Korcz jako Kacper
- Anna Karczmarczyk-Litwin jako Wika, dziewczyna Kacpra
- Leszek Lichota jako Lidzbarski
- Jakub Wieczorek jako prywatny detektyw
- Roma Gąsiorowska jako Lucyna
- Kazimiera Utrata-Lusztig jako babcia z żółtego samochodu
- Mieszko Barglik jako Leszek
- Mateusz Jordan-Młodzianowski jako szef w wypożyczalni
- Minh Duc Pham Nam jako pan Wong
- Iwona Nguyen Thuy Trang jako córka pana Wonga
- Michał Gałązka jako syn pana Wonga
- Maciej Gąsiorek jako komendant Policji
- Marek Kowalski jako Wiesiek
- Grzegorz Kowalczyk jako pracownik stacji
- Maciej Wilewski jako niemiecki motocyklista
- Marcin Pempuś jako "Łysy"
- Maciej Mikołajczyk jako "Gruby"
- Mateusz Sacharzewski jako "Chudy"
- Adam Hutyra jako policjant
- Andrzej Pośniak jako policjant

i inni.